# 엘리베이터 액션 EX
엘리베이터 액션 EX는 2000년 Altron이 게임보이 컬러로 발행한 엘리베이터 액션의 업데이트 버전이다. 플레이어는 라운드형 캐릭터인 마이크, 느리면서도 내구성이 강한 캐릭터인 가이, 빠르면서도 약한 캐릭터인 사라의 세 가지 캐릭터 중 하나를 선택할 수 있다.

이 게임은 덱스터의 실험실 캐릭터를 사용한 BAM! 엔터테인먼트에서 재디자인되고 출판되었다.

## 게임 플레이
이 게임에는 각각 4개의 건물이 있는 4개의 스테이지가 있으며, 각 단계의 4번째 건물 끝에서 플레이어는 보스 스테이지에 들어간다. 보스 스테이지의 경우 좁은 밀실 양옆에서 나타나는 일련의 적과 싸운다.
게임을 완료하면 플레이어가 게임에서 보스 캐릭터(D.D.Fox)를 사용할 수 있는 비밀번호가 제공되며, D.D.Fox로 플레이할 때 최종 보스는 마이크이다.